# Noah Starkey
Noah Starkey (nac. 19 de febrero de 1997 en Hutchinson, Kansas, Estados Unidos) es un baloncestista norteamericano que pertenece a la plantiklla de los Oklahoma City Blue de la G League. Con una altura de 2 metros y 11 centímetros, su posición habitual es la de pívot.  

## Trayectoria
Realizó su formación académica en la Universidad de Southern Nazarene, con sede en Bethany, Oklahoma, donde jugó con los Crimson Storms en la División II de la NCAA entre 2015 y 2019. En su última temporada, la 2018/19, logró unos promedios de 15 puntos, 7.6 rebotes y casi 2 tapones por encuentro y contribuyó a que su equipo ganara el título de la conferencia GAC, de la que fue elegido Mejor Defensor e integrante del Mejor Quinteto. 
En su primera experiencia profesional, firma en la temporada 2019/20 con el FC Porto Ferpinta, club de la LBP portuguesa, siendo adscrito a su equipo filial con el que disputó la segunda división nacional. Con el primer equipo participó en 8 partidos en los que acreditó 7.1 puntos y 4.2 rebotes hasta la conclusión prematura de la temporada debido a la pandemia de coronavirus. 
En abril de 2021 se incorpora al KK Lovcen Cetinje para disputar la liga de Montenegro. Juega 12 partidos en los que alcanza medias de 9.3 puntos y 7.1 rebotes. 
En la temporada 2021/22 firma con el VfL Kirchheim Knights de la Liga ProA alemana, la segunda categoría del país. Disputa 29 partidos en los que promedió 7.6 puntos y 4.3 rebotes.  
En agosto de 2022 se une a los entrenamientos de pretemporada del CB Granada y en septiembre se incorpora a la plantilla del Cáceres Patrimonio de la Humanidad, inicialmente a prueba por 15 días, a cuya finalización no fue contratado.